# Томас Монтегю, 4-й граф Солсбері
Томас Монтегю (англ. Thomas Montacute, 1388 — 3 листопада 1428) — англійський феодал, військовий діяч часів Столітньої війни.

## Життєпис
Походив з відомого англійського роду Монтегю. Син Джона Монтегю, 3-го графа Солсбері, та Мод Френсі (доньки Адама Френсі, лорда-мера Лондона). Отримав освіту необхідну для молодого лицаря. У 1400 році батька Томаса було страчено за заколот проти короля Генріха IV, а титул конфісковано.
Після цього брав участь в придушенні повстань проти династії Ланкастерів у Вельсі та на півночі Англії. У 1409 році парламент проголосував щодо повернення графства Солсбері Томасу Монтегю (фактично отримав титул 1421 року). У 1414 році король Генріх V висвятив його на лицаря Ордена Підв'язки. У 1415 році був звинуваченний в змові проти короля, проте виправданий. Того ж року звитяжив під час облоги м. Арфлер та у битві при Азенкурі. Після цього брав участь в захоплені міст Кан та Руан.
У 1419 році призначається королівським намісником (лейтенант-генералом) Нормандії. Водночас отримує графство Перш, домен Небур, графство Лонгві. Того ж року вів перемови з послами Жана Безстрашного, герцога Бургундії, щодо об'єднань військ проти короля Франції. У 1420 році був учасником підготовки угоди в Труа. Того ж року відзначився у битві при Боже.
У 1423 році сприяв перемозі англійців в битві при Кравані. Того ж року призначається губернатором Шампані та Брі. На ній перебував до 1424 року. У 1424 році звитяжив у битві при Вернеї. Втім у 1425 році остаточно підкорив Шампань англійській короні. У 1426 році знову очолив Нормандію та Мен. Тоді ж захопив замок Мондоблю, після чого розпочав перемовини з графом Жаном Люксембургом. Проте у 1427 році зазнав поразки у битві при Монтаржи від французів на чолі із Жаном Дюнуа.
У 1428 році в Англії зібрав значні сили, з якими рушив до Франції. З ними захопив міста Рамбуйє, Мен, Божансі, Жаржо. 12 жовтня почав облогу Орлеана. Після цього зайняв Жанвіль, Турі, Артене, Пате, Оліве, форт Турель. Орлеан взяв у щільну облогу. 27 жовтня в неділю, отримав смертельне поранення від пострілу бомбарди, в результаті чого помер 3 листопада. Багато дослідників вважають, що цей постріл зробив видатний канонір Жан де Монтклерк, оскільки в тексті «Нормандської хроніки» сказано, що останній порадив Солсбері поберегти свою голову.

## Родина
1. Дружина — Елеонор (1386-після 1413), донька Томаса Голланда, графа Кентського
Діти:
- Еліс (1407—1462), дружина Річарда Невілла

2. Дружина — Еліс Чосер (1404—1475)